# Erik Modin
Erik Modin, född 16 augusti 1862 i Kyrktåsjö, död 9 februari 1953 i Sollefteå, var en svensk präst och hembygdsforskare.

## Biografi
Modin föddes i ett folkskollärarhem i Tåsjö socken i nordligaste Ångermanland. Han avlade mogenhetsexamen vid läroverket i Härnösand i juni 1883 och började studera vid Uppsala universitet samma höst. Till en början läste han latin och estetik, men började efter en tid studera teologi. Under uppsalatiden var han en aktiv medlem i Landsmåls- och fornminnesföreningen vid Norrlands nation, och mötte genom föreningens verksamhet dialektforskarna Johan Lundell och Adolf Noreen som blev viktiga för hans senare verksamhet. Han fick då även kontakt med Artur Hazelius och Nordiska museet, och blev en av museets mångåriga medarbetare. 
Efter teologisk slutexamen prästvigdes han för Härnösands stift i december 1889. Efter prästvigningen fick Modin sin första tjänst som komminister i Linsells församling i Härjedalen. I Härjedalen mötte han en bygd som bevarat mycket av gamla sägner och sin gamla dialekt, och han inspirerades att ge ut en samlad beskrivning av landskapet baserad på både muntliga och skriftliga källor. Resultatet blev hembygdsboken Härjedalens ortnamn och bygdesägner (1903).
År 1904 återvände Modin till Ångermanland, nu till Multrå socken som komminister i Multrå församling och regementspastor vid Västernorrlands regemente 1906–1911 samt Norrlands trängkår 1911–1927. Han fortsatte sin hembygdsforskning, nu om Ångermanland, och framför allt om sin hemsocken Tåsjö. Hans år 1916 utgivna klassiker Gamla Tåsjö har utgjort förebilden för många senare hembygdsböcker i hela Sverige.
Modin var under hela sitt liv verksam inom de humanistiska forskningsområdena och publicerade en mängd småskrifter, tidskriftsartiklar och tidningsartiklar. Han var även en kännare av den norrländska floran och faunan, och den folkliga zoologin och botaniken intresserade honom särskilt.
Han blev korresponderande ledamot av Kungliga Vitterhetsakademien 1923, och på sin 75-årsdag 1937 tillägnades han en festskrift av Heimbygda.
Erik Modin är gravsatt på Multrå kyrkogård.

## Utmärkelser
- Hedersdoktor vid Uppsala universitet 1907
- Hedersledamot vid Norrlands nation 1911[5]
- Nordiska museets Hazeliusmedalj 1924